# Chondrostereum
Chondrostereum is een geslacht van schimmels behorend tot de familie Cyphellaceae. De typesoort is de paarse korstzwam  (Chondrostereum purpureum).

## Soorten
Volgens Index Fungorum telt het geslacht vier soorten (peildatum maart 2022):
| Soortnaam                                   | Auteur(s)                              | Publicatiejaar |
| ------------------------------------------- | -------------------------------------- | -------------- |
| Chondrostereum coprosmae                    | (G. Cunn.) Stalpers                    | 1985           |
| Chondrostereum himalaicum                   | (K.S. Thind & S.S. Rattan) S.S. Rattan | 1977           |
| Chondrostereum purpureum (Paarse korstzwam) | (Pers.) Pouzar                         | 1959           |
| Chondrostereum vesiculosum                  | (G. Cunn.) Stalpers & P.K. Buchanan    | 1991           |